# هوكايدو كونسادول سابورو
هوكايدو كونسادول سابورو (باليابانية: 北海道コンサドーレ札幌) هو نادي كرة قدم ياباني تأسس عام 1935 باسم "توشيبا هوريكاوا-تشو" ومركزه في مدينة سابورو في محافظة هوكايدو.

## أهم اللاعبين الذين لعبوا للعين خلال تاريخه
- جادي نورث
- هالك
- بيتو
- روبرت دا سيلفا ألميدا
- دانيلسون كوردوبا
- عرفان باشديم
- خورخي ديلي فالديز
- إمرسون
- لي كونغ فينه

## وصلات خارجية
- الموقع الرسمي (باليابانية) (بالإنجليزية)